# Jevišovice
Jevišovice (německy Jaispitz) jsou město v okrese Znojmo v Jihomoravském kraji, 16 km severozápadně od Znojma na řece Jevišovce. Žije zde přibližně 1 200 obyvatel. Díky zachovalé barokní zástavbě z 18. století bylo historické jádro města roku 1990 vyhlášeno městskou památkovou zónou. Od 23. ledna 2007 byl obci vrácen status města.
Město je přirozeným centrem mikroregionu Jevišovicko a je také sídlem Dobrovolného svazku obcí Jevišovicka, které bylo zřízeno v roce 2002.
Sousedními obcemi sídla jsou Černín, Boskovštejn, Bojanovice, Vevčice a Střelice.

## Název
Na osadu bylo přeneseno původní pojmenování jejích obyvatel Jevišovici. Základem pojmenování bylo osobní jméno Jeviš, jehož starší podoba byla buď Javiš nebo Děviš. Význam obyvatelského jména byl "Jevišovi lidé". Do němčiny bylo jméno převzato nejprve v podobě Jeuspitz, od druhé poloviny 17. století se v zápisech objevuje podoba Jaispitz.

## Historie
Krajina v okolí Jevišovic byla osídlena už od pradávna. První zmínka o tomto městu pochází z roku 1286, kdy město patřilo Bočkovi I. z Kunštátu. Později se Jevišovice staly centrem husitství na jihozápadní Moravě. Páni z Kunštátu sídlo drželi až do svého vymření po meči v roce 1587, kdy jej dědička Kateřina odkázala knížatům z Minsterberka. V jejich vlastnictví byl zámek opět až do vymření tohoto rodu v roce 1649. Císař pak zámek i s panstvím prodal v roce 1649 Ludvíku Raduitovi de Souches, proslulému jako obránci Brna proti Švédům (v regionu známý mj. jako zakladatel poutní kaple v nedalekých Hlubokých Mašůvkách). V 18. a 19. století patřily Jevišovice původně španělské šlechtické rodině Ugartů. Ugartové své hlavní sídlo přenesli do nového zámku, centrum městečka ale na vlastní náklady obohatili o stavbu kostela sv. Josefa a sýpku na náměstí.
Samotné Jevišovice byly vždy jazykově českým městem (roku 1880 zde žilo z 1237 obyvatel 1231 občanů české národnosti, roku 1930 z 1092 obyvatel 1053 občanů české národnosti), kde se dařilo nejrůznějším živnostem, řemeslům (existovalo zde 8 cechů) a spolkům (v roce 1898 došlo například k ustavení Sokola). Zajímavé je historické jádro města s budovami z 18. a 19. století a řada soch, převážně z 18. století (od roku 1990 městská památková zóna). V regionální historii byl významnou osobností starosta, ředitel školy a náčelník Sokola František Štursa (1882–1943), který byl jako organizátor odboje za druhé světové války umučen v Německu. Má pamětní desku na budově základní školy a jeho jméno nese i hlavní jevišovické náměstí. Nedaleko Jevišovic se nachází přehrada, vystavěná v letech 1894–1897 jako zábrana proti povodním, která patří k nejstarším ve střední Evropě.

## Pamětihodnosti

### Starý hrad u Jevišovic
Proti dnešnímu Starému zámku v Jevišovicích se na ostrohu na protějším břehu Jevišovky již v katastru obce Střelice nalézá významná archeologická lokalita – výšinné sídliště. Využívané bylo s přestávkami od eneolitu do středověku, kdy byl místní hrad roku 1421 zničen a nahrazen hradem v Jevišovicích. Zdejší výkopy moravského archeologa Jaroslava Palliardiho významně přispěly k poznání chronologie období eneolitu v Česku.

### Starý zámek
Nachází se na skalnatém ostrohu nad údolím Jevišovky, kde byl vybudován Sezemou z Kunštátu mezi roky 1423–1426 náhradou za zbořený Starý hrad na protějším břehu. Hrad je připomínaný poprvé roku 1432 a již nedlouho poté, roku 1468 odolal pokusu o dobytí vojskem uherského krále Matyáše Korvína. Nápis na schodišťové věži z roku 1564 svědčí o tom, že jevišovická větev pánů z Kunštátu přestavěla hrad v 16. století na renesanční zámek. Kunštáti sídlo drželi až do svého vymření po meči v roce 1587, kdy jej dědička Kateřina odkázala knížatům z Minsterberka. V jejich vlastnictví byl zámek opět až do vymření rodu v roce 1649. Císař pak zámek i s panstvím prodal Ludvíku Raduitovi de Souches. On a jeho potomci realizovali před rokem 1686 raně barokní přestavbu zámku. Její součástí je raně barokní kaple sv. Ludvíka se zachovalým mobiliářem. Stavební úpravy na zámku provedla v 19. století i hrabata Ugarte, v jejichž držení byl zámek v letech 1736–1879. Jeho posledními soukromými majiteli byli Offenheimové z Potexinu, kteří jej drželi v letech 1916-1939 a po nich hrabata Larisch-Mönnich.
V současnosti zámek patří Moravskému zemskému muzeu v Brně a je veřejnosti přístupný. Součástí expozic je zámecká kaple sv. Ludvíka, prezentace hradní kuchyně či archeologická sbírka Františka Vildomce, významného amatérského archeologa působícího na Znojemsku v první polovině 20. století; v Předzámčí je vlastivědná expozice Jevišovicka.

### Nový zámek
Nachází se jihovýchodně od středu města, kde nechal počátkem 80. let 17. Louis Raduit de Souches století vybudovat dřevěný barokní lovecký zámeček. V roce 1879 dal na jeho místě Karel Locatelli postavit vídeňskými architekty objekt ve stylu windsorské neogotiky, který se v nezměněné podobě dochoval dodnes. Jeho posledními soukromými majiteli byli Larischové-Mönnichové. Po roce 1948 je zámek využíván jako domov důchodců. Spolu s celoročně přístupným anglickým parkem a hodnotnými barokními a empírovými sochami pohledově mimořádně působivý.

### Kostel svatého Josefa

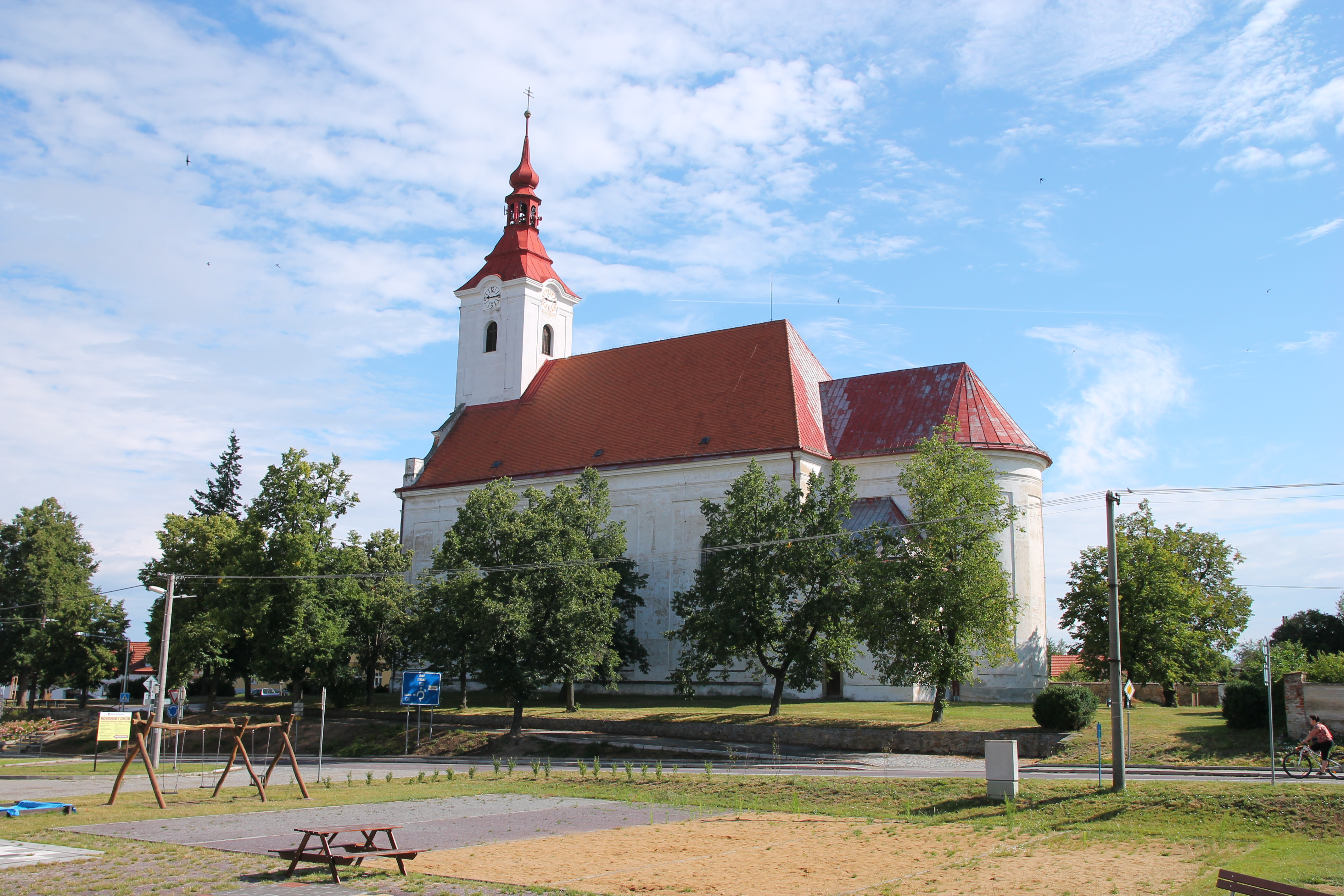
Kostel svatého Josefa

Farní kostel sv. Josefa, mohutná empírová stavba z roku 1830, tvoří spolu se Starým zámkem pohledovou dominantu městečka. Nahradil zrušený kostel sv. Mikuláše, který stával na dnešním hřbitově. Každou neděli je zde sloužena mše svatá.

### Přehrada na řece Jevišovce
Přehrada na řece Jevišovce je jedna z nejstarších vodních nádrží ve střední Evropě. Byla vystavěna v letech 1894–1897 jako zábrana proti povodním a díky svému technickému řešení byla vyhlášena technickou památkou.

### Budova Komenia
Tuto budovu školy dal zbudovat v roce 1926 majitel panství Vilém Offenheim. Nazývá se Komenium, protože na průčelí budovy je umístěna plastika Jana Amose Komenského.

### Další památky
- Pohřební kaple hrabat Ugartů – klasicistní na kruhovém půdorysu
- Socha svatého Floriána na náměstí Jiřího z Poděbrad, z konce 18. století
- Socha svatého Jana Nepomuckého – na Ugartově náměstí z poloviny 18. století
- Socha svatého Aloise a svatého Josefa před kostelem, z roku 1749 a 1743
- Boží muka se soškami svatého Rocha, svatého Šebestiána a svatého Floriána
- Kašna na Ugartově náměstí ze 17. století
- Fara na náměstí Jiřího z Poděbrad
- Sýpka v Jevišovicích
- Pomník na vrchu Žalově – Kalich

## Galerie

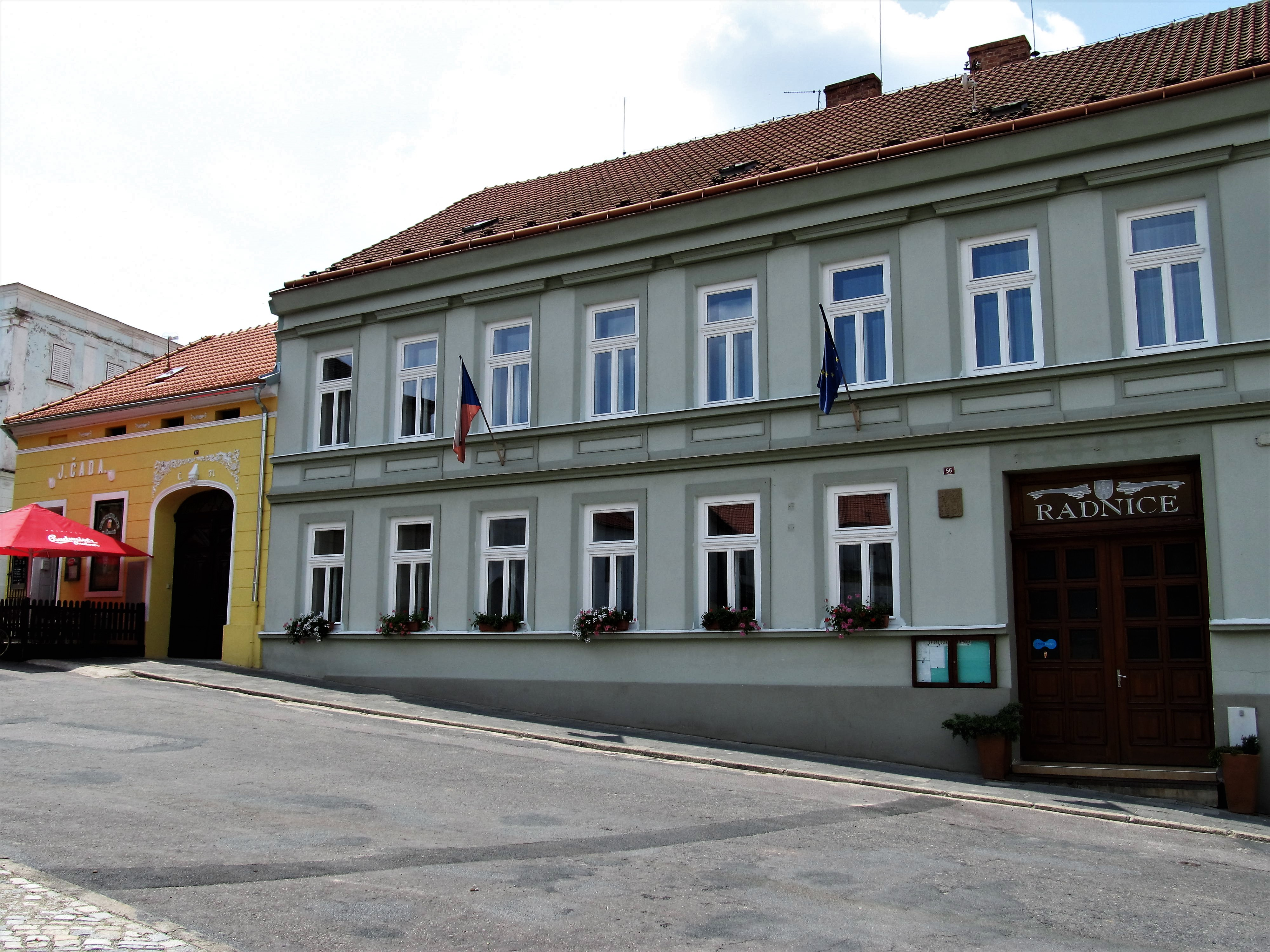
Radnice na Ugartově náměstí
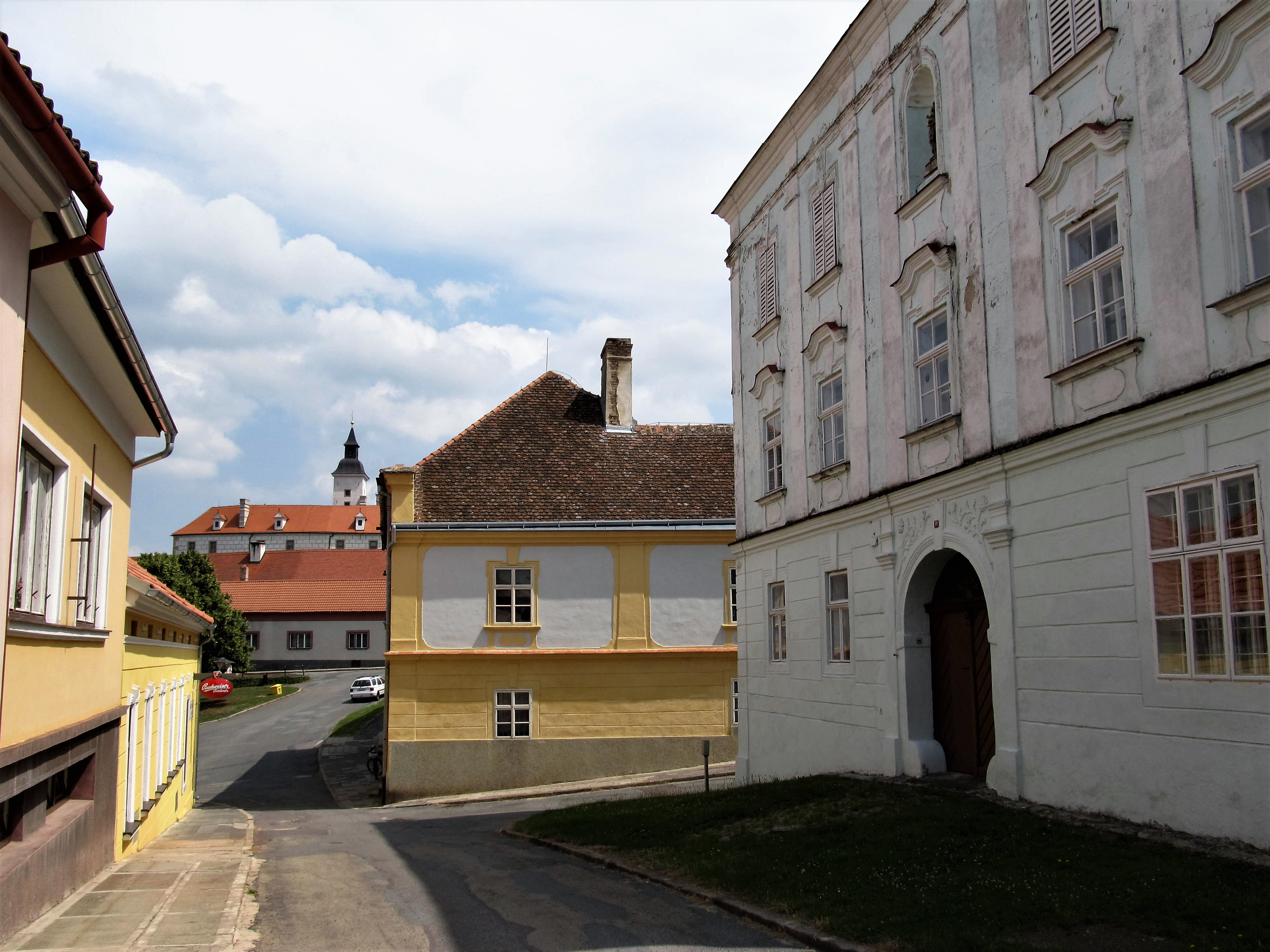
Městská památková zóna. Pohled z Ugartovy ulice směrem ke starému zámku
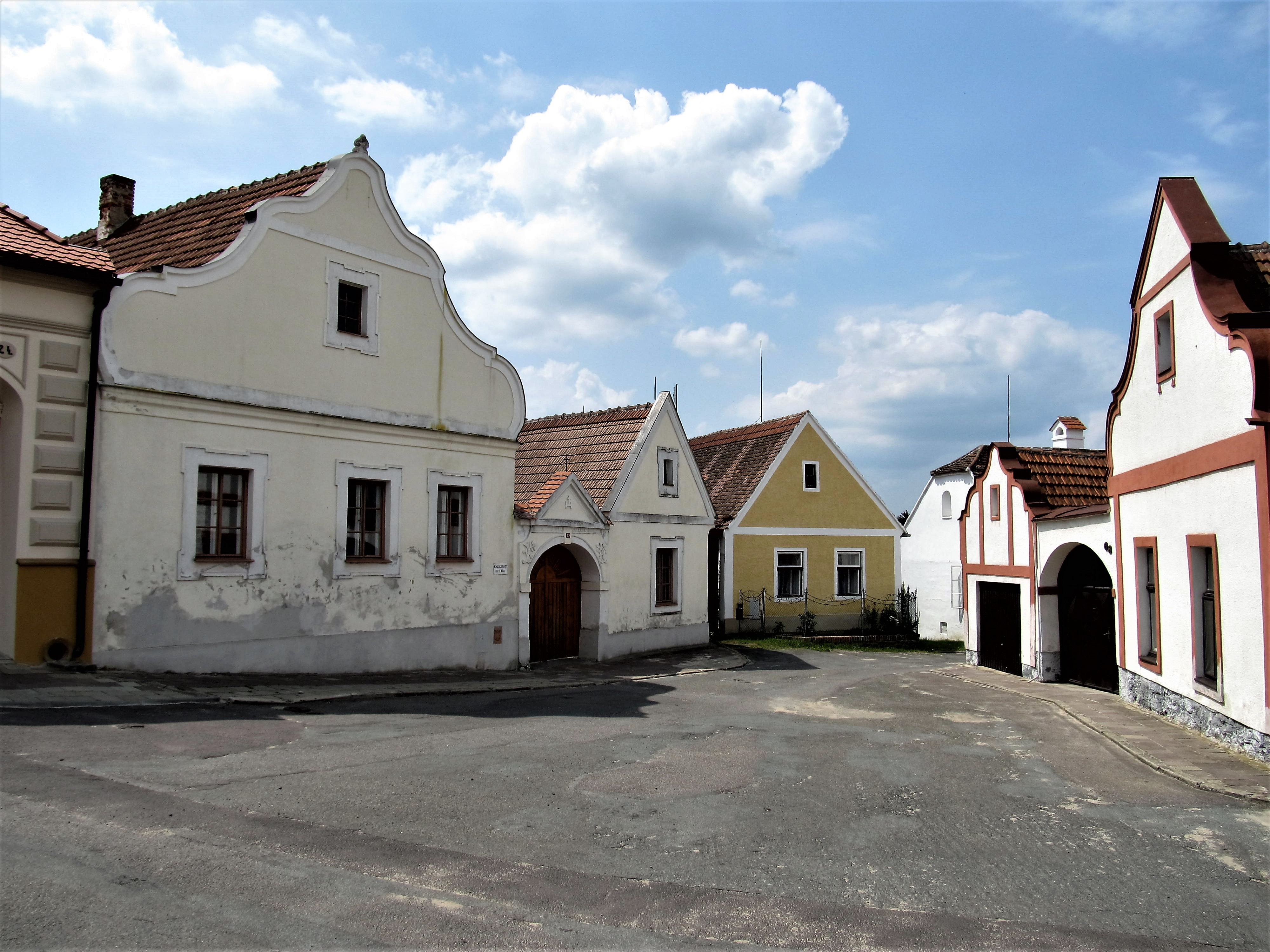
Městská památková zóna. Náměstí Jiřího z Poděbrad
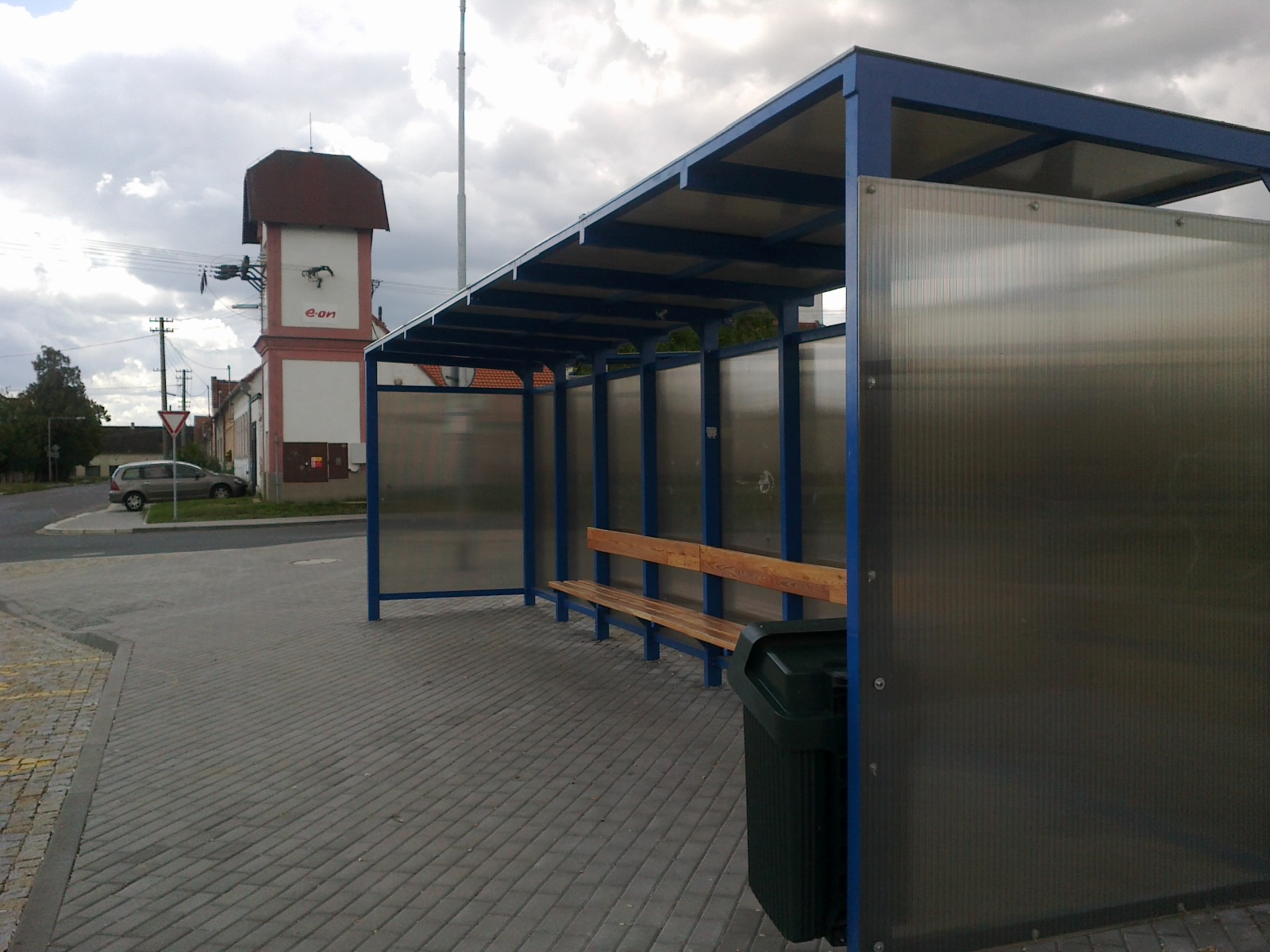
Autobusová zastávka
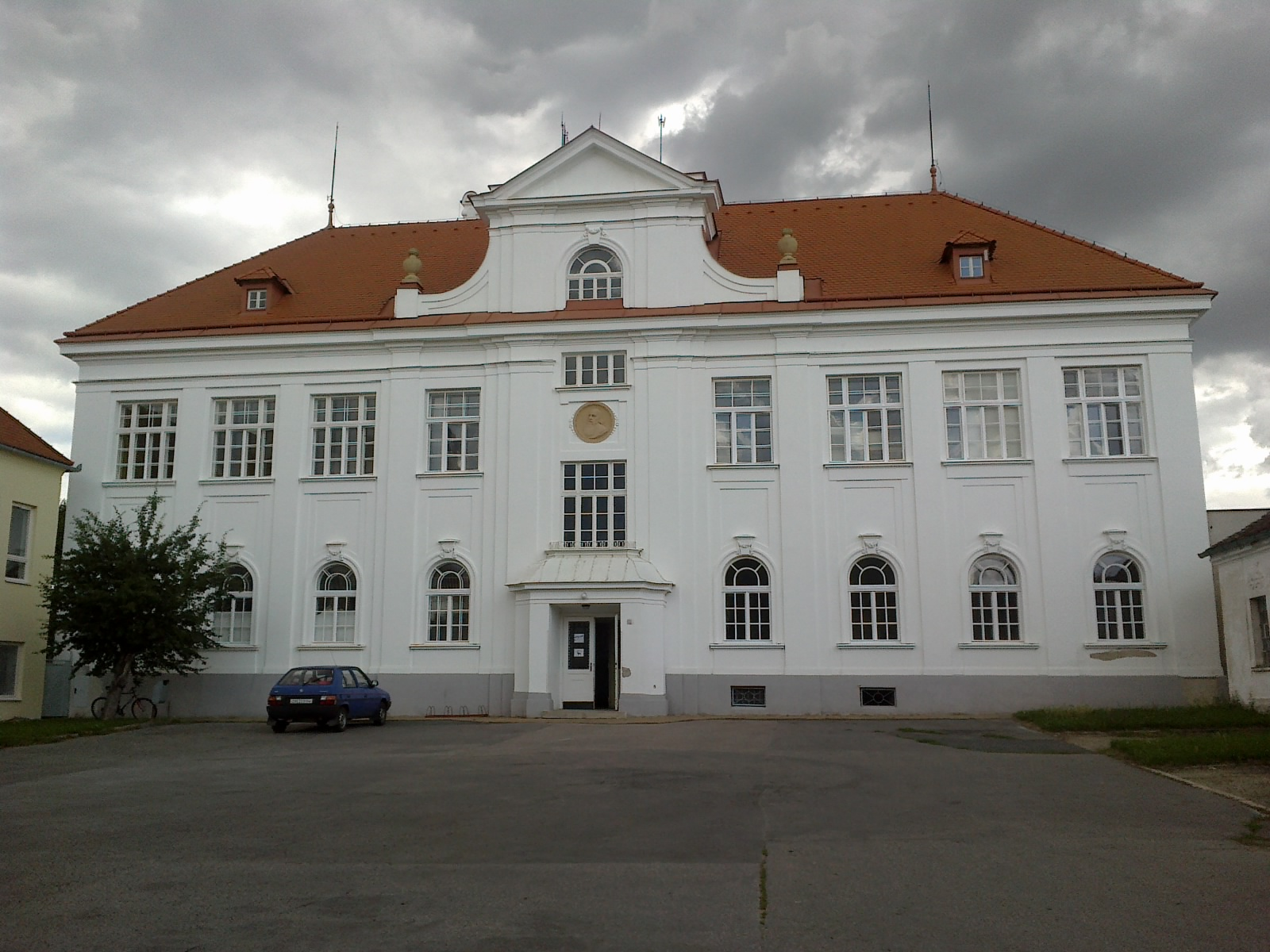
Budova Komenia
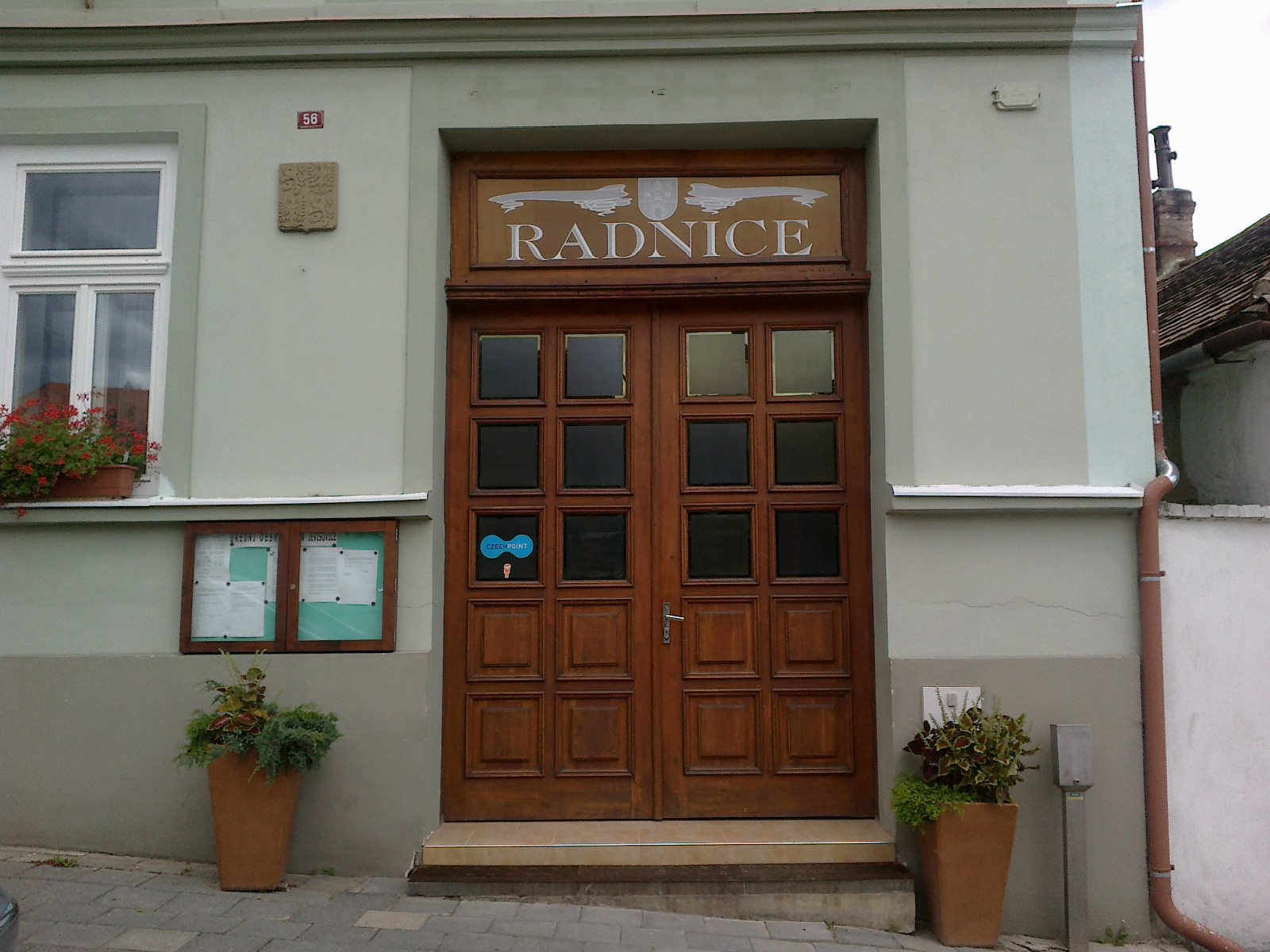
Vchod do radnice
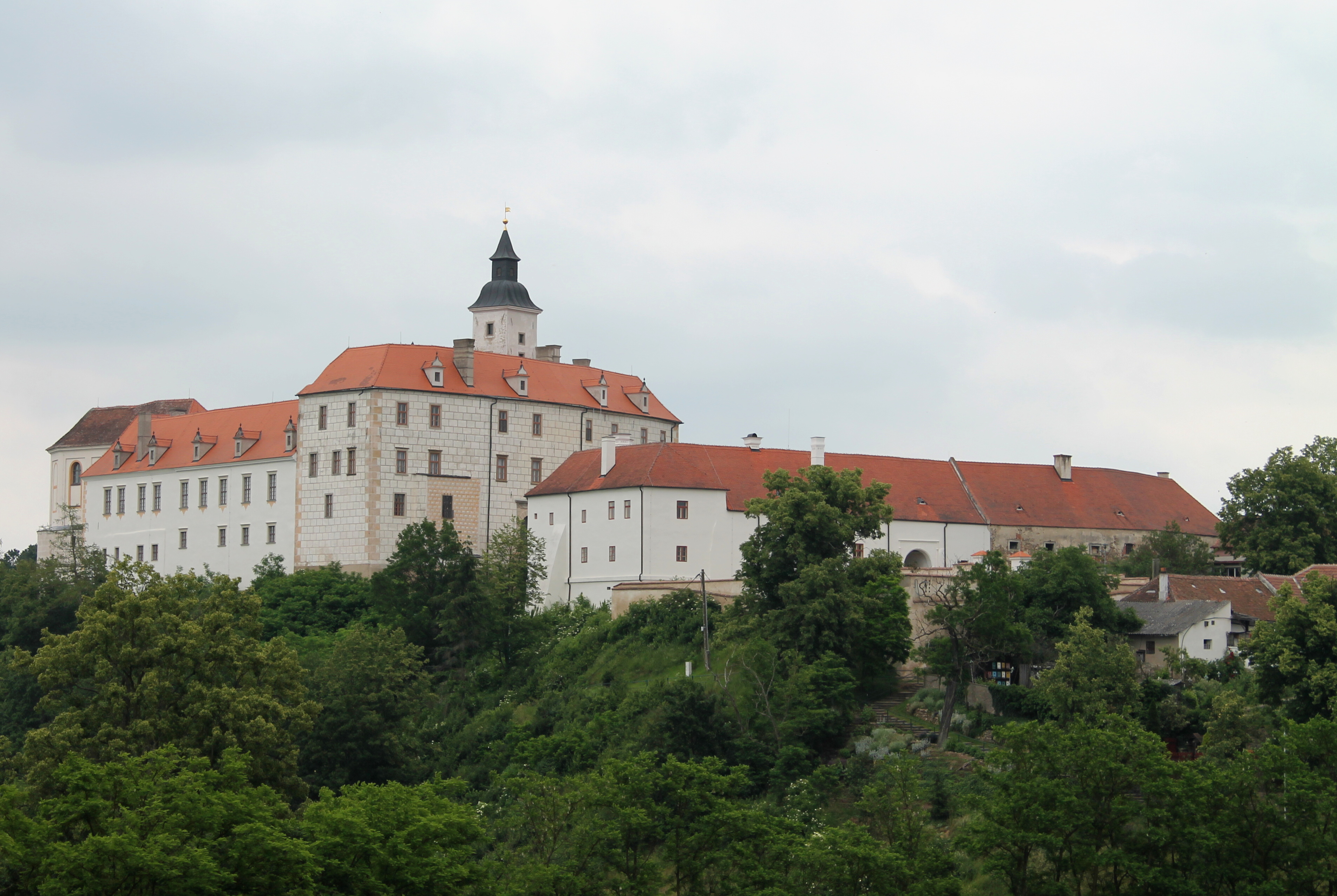
Pohled na Starý zámek
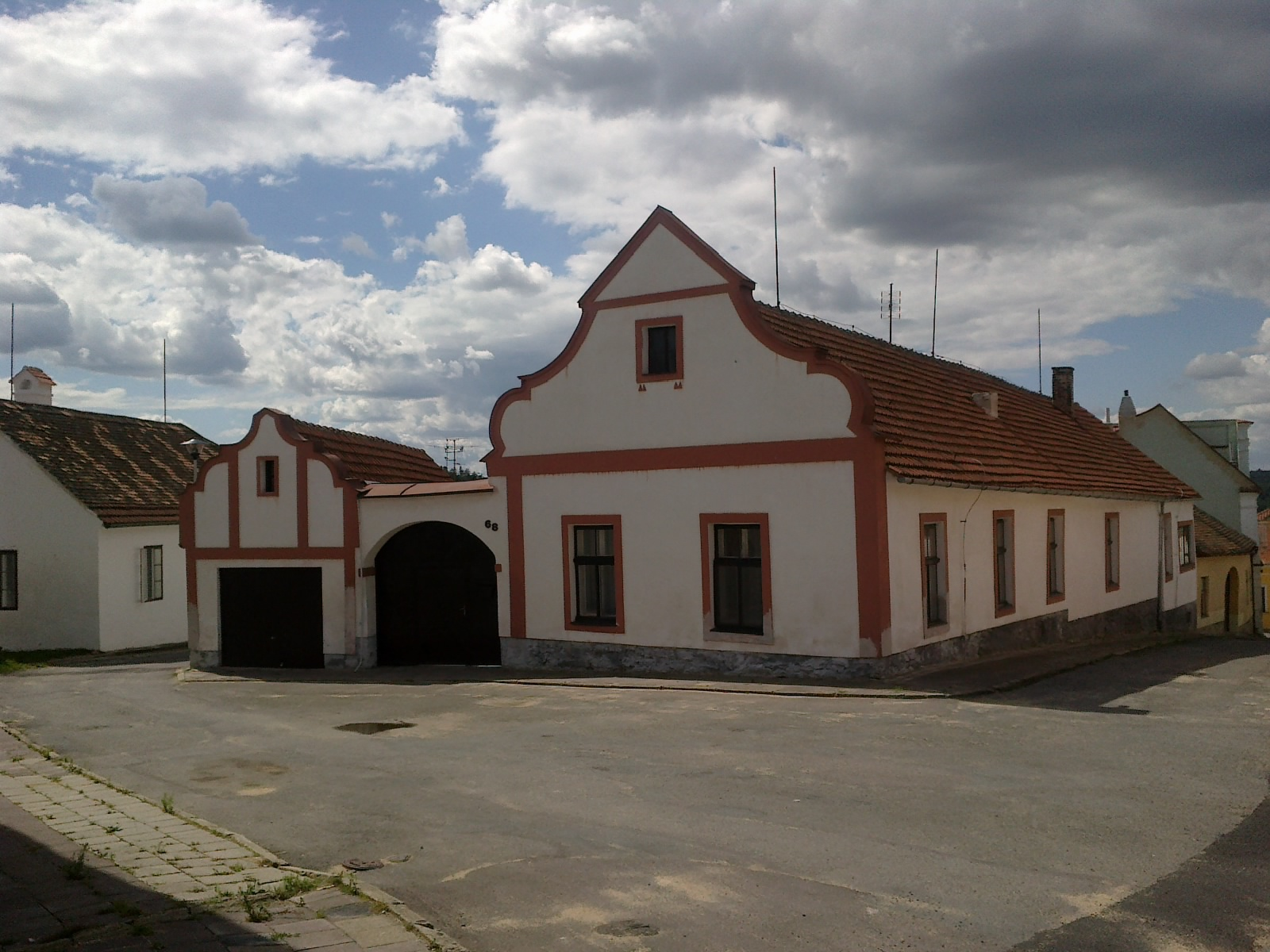
Historické jádro města
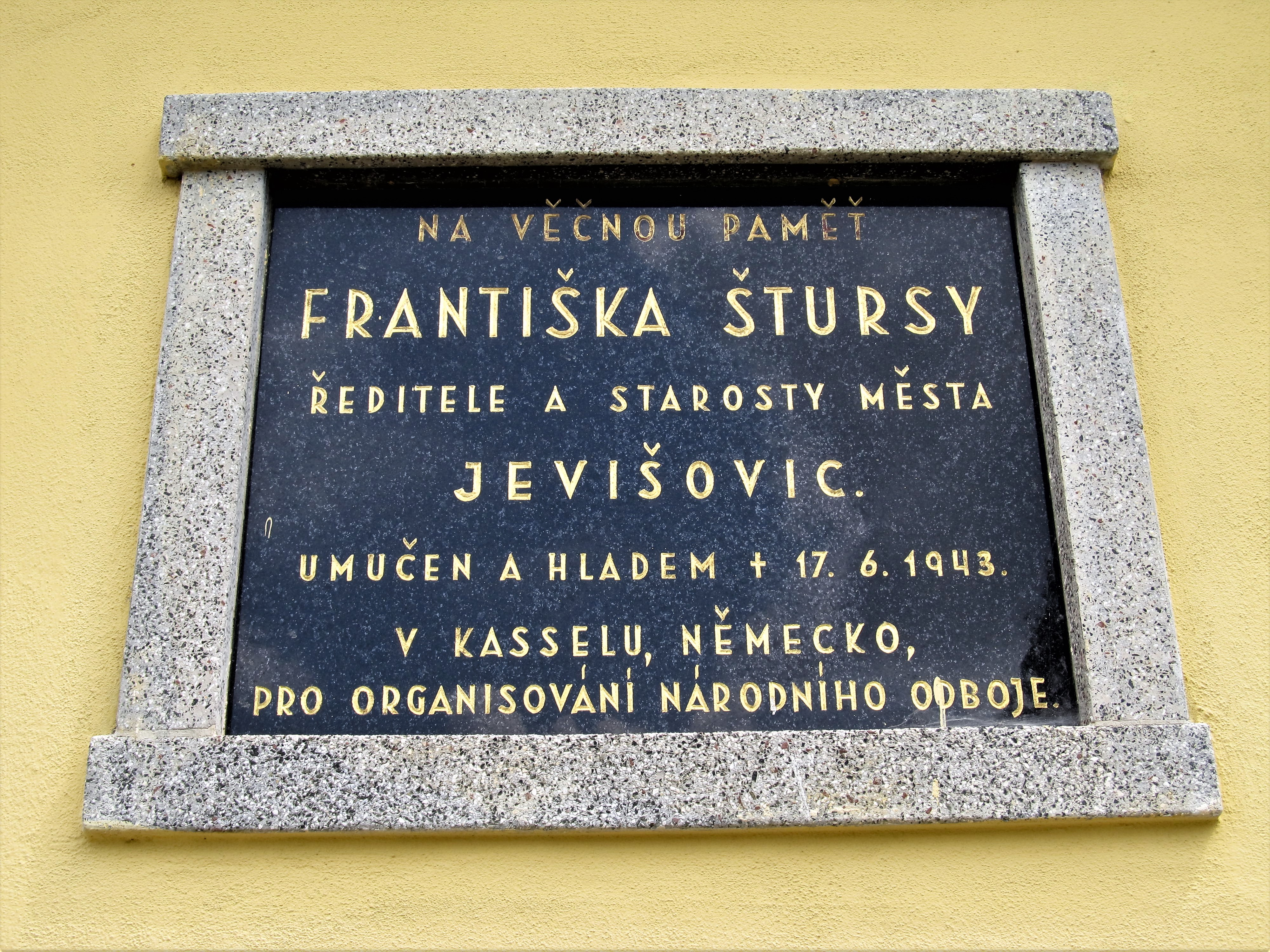
Pamětní deska starosty Františka Štursy na základní škole
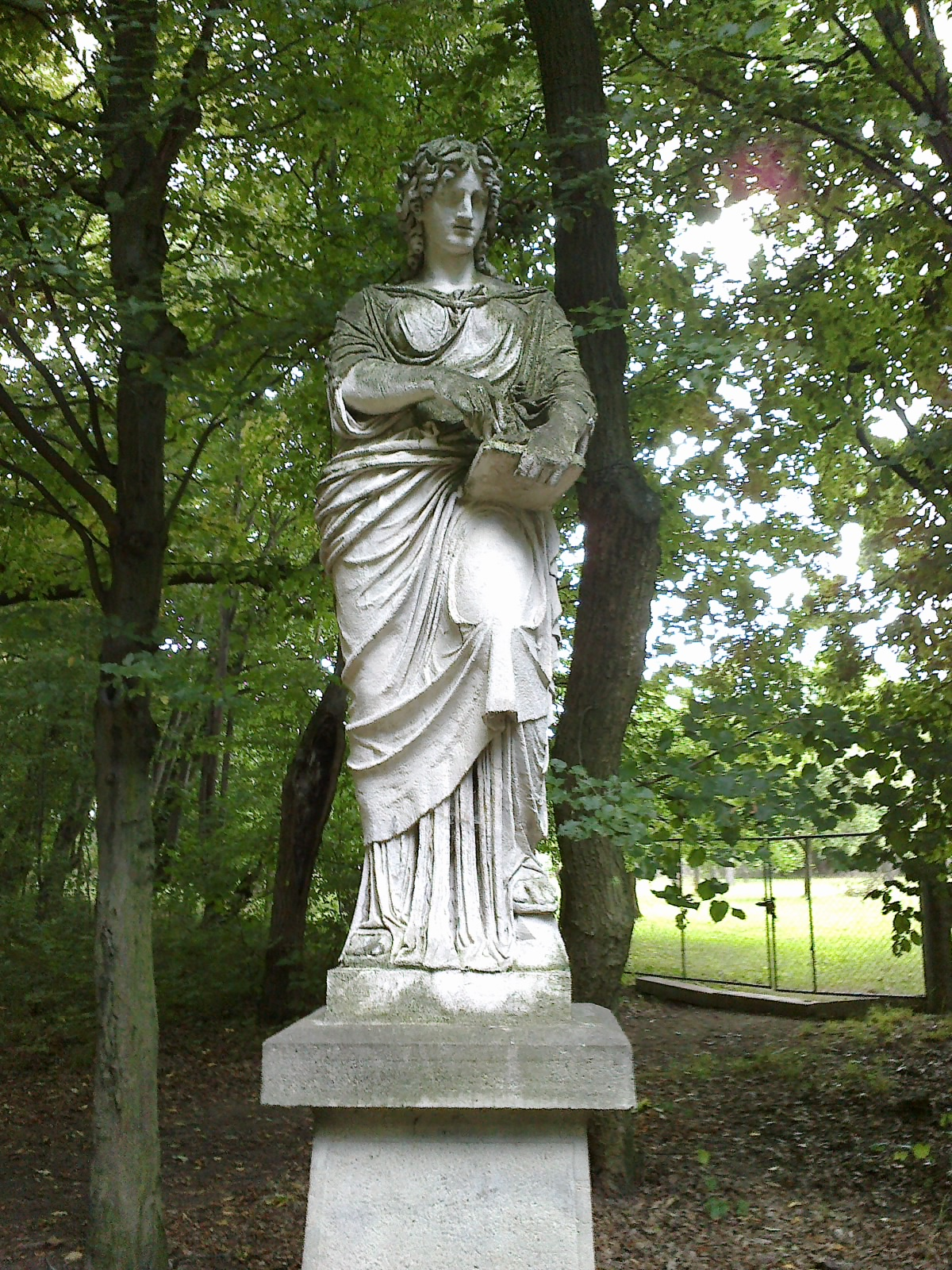
Socha v Jevišovicích

## Současnost
V Jevišovicích je základní škola, která je spádová i pro několik dalších obcí, ve městě jsou bohaté spolkové, sportovní a kulturní aktivity. Z hospodářskách subjektů je v rámci celého Česka důležitá firma AGRO Jevišovice, a.s., která obhospodařuje rozsáhlé pozemky v České republice a na Ukrajině. Je jedním z největších českých chovatelů kuřat, jediným českým a evropským chovatelem jatečních krokodýlů (na farmě ve Velkém Karlově) a prostřednictvím dceřiné společnosti ZEVO provozovatel největší bioplynové stanice ve střední a východní Evropě (rovněž ve Velkém Karlově). Od roku 2011 je součástí holdingu Agrofert Andreje Babiše.

## Samospráva
V letech 2010 až 2014 byl starostou Pavel Málek. Na ustavujícím zasedání zastupitelstva v listopadu 2014 byl do této funkce zvolen opětovně.